# Eleccions municipals de València de 1899
Les eleccions municipals de València de 1899 van ser unes eleccions municipals de València dins del marc de les eleccions municipals espanyolesde 1899, organitzades pel govern de Francisco Silvela y de Le Villeuze, de la Unió Conservadora (UC), i celebrades el 14 de maig de 1899.
A València, les eleccions es van fer durant l'alcaldia del conservador Pascual Guzmán Pajarón. Aquestes eleccions van suposar un triomf parcial de les forces polítiques monàrquiques, tot i que els candidats de la Fusió Republicana (FR) van ser els més elegits, mentres que cap candidat de la Concentració Republicana (CR) va resultar electe. Destaca la presència dels quatre candidats de l'Ateneu Mercantil de València, dels quals només fou elegit un. A la coalició monàrquica, el Partit Conservador liderava en nombre de candidats i electes. El diari conservador Las Provincias va felicitar als monàrquics pels resultats i afirmà que "eixa era la manera de que els elements d'ordre guanyaren front els republicans radicals".

## Distribució d'escons
| 10 | 3   | 1  | 3  | 5  | 2  |
| FR | Ind | am | PL | PC | CT |

## Resultats
| Districte                 | Candidats                              | Electe | Partit | Vots  |
| ------------------------- | -------------------------------------- | ------ | ------ | ----- |
| CENTRE (3 regidors)       | Manuel Olmos Moreno                    | Sí     | FR     | 622   |
| CENTRE (3 regidors)       | Francisco Garrido Marqués              | Sí     | FR     | 593   |
| CENTRE (3 regidors)       | José Mellado Chapa                     | Sí     | AM     | 390   |
| CENTRE (3 regidors)       | José Roglá                             | No     | AM     | 361   |
| CENTRE (3 regidors)       | Antonio Alapont Pons                   | No     | CR     | 337   |
| CENTRE (3 regidors)       | Francisco Navarro Alemany              | No     | Ind    | 273   |
| CENTRE (3 regidors)       |                                        |        | 2.576  |       |
| AUDIÈNCIA (2 regidors)    | José Montesinos Checa                  | Sí     | PC     | 545   |
| AUDIÈNCIA (2 regidors)    | Manuel Simó Marín                      | Sí     | CT     | 382   |
| AUDIÈNCIA (2 regidors)    | José Gras Climent                      | No     | CR     | 289   |
| AUDIÈNCIA (2 regidors)    | Francisco Marco Bori                   | No     | PC     | 251   |
| AUDIÈNCIA (2 regidors)    | Salvador Salom Puig                    | No     | FR     | 230   |
| AUDIÈNCIA (2 regidors)    |                                        |        | 1.697  |       |
| UNIVERSITAT (2 regidors)  | Francisco Maestre Laborde-Boix         | Sí     | PC     | 379   |
| UNIVERSITAT (2 regidors)  | Vicente Castillo y Crespí de Valldaura | Sí     | CT     | 373   |
| UNIVERSITAT (2 regidors)  | Eduardo Llagaria Ballester             | No     | CR     | 366   |
| UNIVERSITAT (2 regidors)  | José Jorro Rostoll                     | No     | FR     | 240   |
| UNIVERSITAT (2 regidors)  | Juan Aguilar Espeleta                  | No     | Ind    | 175   |
| UNIVERSITAT (2 regidors)  |                                        |        | 1.533  |       |
| TEATRE (2 regidors)       | Enrique de Alzaga i Fernández          | Sí     | PC     | 505   |
| TEATRE (2 regidors)       | Abelardo Lloret Ros                    | Sí     | FR     | 456   |
| TEATRE (2 regidors)       | José de Navas                          | No     | AM     | 313   |
| TEATRE (2 regidors)       | José Buchón Alba                       | No     | CR     | 264   |
| TEATRE (2 regidors)       |                                        |        | 1.538  |       |
| HOSPITAL (3 regidors)     | Pascual Roca Sanchis                   | Sí     | FR     | 634   |
| HOSPITAL (3 regidors)     | Antonio Pinto Codoñer                  | Sí     | FR     | 620   |
| HOSPITAL (3 regidors)     | Manuel Cort Gosálvez                   | Sí     | PL     | 560   |
| HOSPITAL (3 regidors)     | Emilio Borso di Carminati              | No     | PC     | 537   |
| HOSPITAL (3 regidors)     | Juan Beltrán Obiol                     | No     | CR     | 323   |
| HOSPITAL (3 regidors)     | Emilio Gamez Moreno                    | No     | Ind    | 137   |
| HOSPITAL (3 regidors)     |                                        |        | 2.811  |       |
| MISERICÒRDIA (3 regidors) | Juan Dorda Morera                      | Sí     | PC     | 903   |
| MISERICÒRDIA (3 regidors) | Juan Barral Pastor                     | Sí     | FR     | 564   |
| MISERICÒRDIA (3 regidors) | Antonio Torrero Romero                 | Sí     | FR     | 525   |
| MISERICÒRDIA (3 regidors) | José María Gómez Cabedo                | No     | CR     | 429   |
| MISERICÒRDIA (3 regidors) | José Martínez Lechón                   | No     | AM     | 353   |
| MISERICÒRDIA (3 regidors) | Daniel Olcina Ribes                    | No     | CT     | 300   |
| MISERICÒRDIA (3 regidors) |                                        |        | 3.074  |       |
| MUSEU (2 regidors)        | Manuel Taroncher Ajado                 | Sí     | FR     | 910   |
| MUSEU (2 regidors)        | José Igual Torres                      | Sí     | PL     | 891   |
| MUSEU (2 regidors)        | Mariano López Noguera                  | No     | Ind    | 691   |
| MUSEU (2 regidors)        |                                        |        | 2.492  |       |
| RUSSAFA (2 regidors)      | José María Bernal Peris                | Sí     | PC     | 918   |
| RUSSAFA (2 regidors)      | Juan Bort Olmos                        | Sí     | Ind    | 786   |
| RUSSAFA (2 regidors)      | José Romero                            | No     | CR     | 549   |
| RUSSAFA (2 regidors)      |                                        |        | 2.253  |       |
| VEGA (3 regidors)         | Simón Casanova                         | Sí     | Ind    | 1.262 |
| VEGA (3 regidors)         | Juan Bautista Martí                    | Sí     | Ind    | 1.253 |
| VEGA (3 regidors)         | Francisco Donderis Senent              | Sí     | FR     | 981   |
| VEGA (3 regidors)         | Joaquín Martínez García                | No     | FR     | 901   |
| VEGA (3 regidors)         | Arturo Villarroya                      | No     | PC     | 846   |
| VEGA (3 regidors)         | Manuel Iranzo Benedito                 | No     | PL     | 808   |
| VEGA (3 regidors)         |                                        |        | 6.051  |       |
| PORT (2 regidors)         | Fidel Gurrea Olmos                     | Sí     | PL     | 1.063 |
| PORT (2 regidors)         | Vicente Miquel Chillida                | Sí     | FR     | 887   |
| PORT (2 regidors)         | Vicente Gallart                        | No     | PL     | 810   |
| PORT (2 regidors)         |                                        |        | 2.760  |       |